# Gat-eun sog-os-eul ibneun du yeoja
Gat-eun sog-os-eul ibneun du yeoja (internationaler englischsprachiger Titel The Apartment with Two Women) ist ein südkoreanisches Filmdrama unter der Regie von Kim Se-in aus dem Jahr 2021. Seine Weltpremiere feierte der Film 2021 beim Busan International Film Festival. Er lief ab dem 14. Februar 2022 auf der Berlinale in der Sektion Panorama.

## Inhalt
Der Spielfilm zeigt die schwierige Mutter-Tochter-Beziehung zwischen Su-kyung und ihrer Tochter Yi-jung, Anfang 20, die in ständigem Konflikt leben. Während die Mutter eine temperamentvolle, der Welt zugewandte und selbstbewusste Frau ist, versteckt sich ihre Tochter in ihren ausgebeulten Sweatshirts. Su-kyung handelt nach ihren eigenen Vorstellungen, scheut vor körperlicher Gewalt nicht zurück und zeigt kaum Gefühle. In einer sprachfreien Szene, die den sarkastischen Blick des Films auf ihren Charakter deutlich zum Ausdruck bringt, sieht das Publikum die Mutter weinen, was auf eine Gefühlsregung schließen lassen könnte – doch dann gibt die Kamera den Blick auf die Chilischoten frei, die Su-kyung gerade hackt.
Der schwelende Konflikt zwischen den beiden Frauen geht auf langjährige Enttäuschungen zurück: Su-kyung sieht in ihrer Tochter einen undankbaren Klotz am Bein. Yi-jung hat schon lange Anzeichen dafür, dass ihre Mutter sie nie geliebt hat. Nach einem heftigen Streit und einer körperlichen Auseinandersetzung zwischen den beiden, die mit einem Rauswurf der Tochter endet, fährt Su-kyung Yi-jung mit dem Auto an. Während die Mutter an ihrer Überzeugung festhält, es sei ein Unfall gewesen, hält ihre Tochter es für Absicht. Sie beschließt, den Fall vor Gericht zu bringen, wohnt aber weiterhin mit ihrer Mutter zusammen.
Auch in anderen Beziehungen zeigt sich der schwierige Charakter der beiden Frauen: Su-kyung findet in Yong-yeol einen neuen Freund, doch die Möglichkeit einer Heirat scheitert an seiner Tochter in Yi-jungs Alter. Yi-jung nähert sich ihrer Arbeitskollegin So-hee an, ist aber zu einer echten Freundschaft nicht in der Lage.

## Hintergrund
Regie führte die Südkoreanerin Kim Se-in, das Drehbuch stammt ebenfalls von ihr. Es ist ihr erster Spielfilm. Er wurde im Rahmen eines Spielfilmproduktionsprojekts der Korean Academy of Arts gedreht. Die Kameraführung lag in den Händen von Moon Myung-hwan. Die Musik komponierte Lee Min-hwi.
In den zentralen Rollen sind Ji-ho Lym (Mutter Su-kyung) und Yang Mal-bok (Tochter Yi-jung) zu sehen. 
Seine Weltpremiere feierte der Film 2021 beim Busan International Film Festival.
Er wurde ab 14. Februar 2022 auf der Berlinale in der Sektion Panorama gezeigt.

## Kritik
Allan Hunter lobte in Screen Daily, der Online-Ausgabe des britischen Branchenmagazins für die Filmindustrie Screen International den ironischen Humor und die stellenweise sehr überzeugende Darstellung. Hunter fühlte sich vage an Toni Erdmann erinnert und stellte eine Verwandtschaft zu den Schwestern in Was geschah wirklich mit Baby Jane? fest. Der Film werde trotz seiner Länge wohl noch auf vielen Festivals gezeigt werden. Auch Panos Kotzathanasis kreidete dem Film in Han Cinema an, dass er vor allem gegen Ende überflüssige Szenen enthalte und sich dadurch unnötig in die Länge ziehe. Dies schmälere die Wirkung der interessanten Story, Charakteranalyse und Coming-of-Age-Darstellung.

## Auszeichnungen
- 2021: New Currents Award, zusammen mit dem chinesischen Film Farewell, My Hometown, beim Busan International Film Festival[4]; außerdem dort KB New Currents Audience Award, NETPAC Award, Watcha Award und Actress of the Year Award für Im Jee-ho[5]